# Хабаровский краевой музыкальный театр
Хаба́ровский краево́й академический музыка́льный теа́тр — театр музыкальной комедии в Хабаровске. Расположен по адресу: на улица Карла Маркса, д. № 64.

## История
В 1926 году в Хабаровске опереттой Имре Кальмана «Сильва» начал работу Дальневосточный трудовой коллектив артистов комической оперы (Хабаровский городской музыкальный театр). В 1933 году театр был переименован в Хабаровский театр музыкальной комедии.
В годы Великой Отечественной войны театр продолжал работу. В 1945 году давал спектакли на фронте военным, участвовавшим в Маньчжурской операции советско-японской войны. В 1946 году прошли первые гастроли театра за рубежом, в Китайской республике.
В течение многих лет художественным руководителем театра был режиссёр Юлий Гриншпун. В 1971—1973 годах главным режиссёром был Вадим Григорьев. Главным дирижёром в 1941—1951 и 1962—1977 годах был Игорь Ипатов.
В 1975 году венгерское телевидение сняло фильм о театре.
Долгие годы театр работал в здании бывшего Военного собрания (улица Шевченко, № 7), где также размещались Дальневосточный художественный музей и краевая филармония. В 1977 году, к 60-й годовщине Октябрьской революции, театр получил собственное здание на улице Карла Маркса. Кроме спектаклей, здание театра используется для проведения различных краевых и городских мероприятий.
В 1980 году театр участвовал в культурной программы XXII летних Олимпийских игр в Москве. С начала марта по август 1987 году театр осуществил гастрольное турне, дав спектакли в таких городах СССР, как Москва, Ленинград, Рига, Нарва и Даугавпилс.
В 2008 году театр был переименован в Хабаровский краевой музыкальный театр.
3 октября 2024 года в театре произошёл пожар, в результате которого здание театра выгорело полностью. В здании не сработали системы противопожарной защиты и автоматического пожаротушения, а распространению огня способствовали наличие большого количества горючих стройматериалов и отделка здания. В Следственном комитете РФ по факту происшествия возбудили несколько уголовных дел.
После оценки ущерба было решено, что здание театра отстроят заново, многие известные музыканты выступили в поддержку этого решения. В апреле 2025 года стало известно, что просьбу Владимира Машкова и Валерия Гергиева помочь в скорейшем восстановлении здания театра поддержал Президент России Владимир Путин . 
После пожара коллектив театра разместился на нескольких городских площадках: основная творческая часть обосновалась в кинотеатре «Совкино», цех по изготовлению декораций и реквизита — на территории бывшего ликёро-водочного завода, администрация — в старинном доме в центре Хабаровска. К лету 2025 года артисты театра выпустили 8 новых спектаклей и 15 концертов.
В июле 2025 года Хабаровский краевой театр музыкальной комедии стал первым лауреатом национальной театральной премии «Золотая маска» в новой номинации — «За мужество и верность профессии».

### Названия театра
- 1926—1933 — Дальневосточный трудовой коллектив артистов комической оперы (Хабаровский городской музыкальный театр)
- 1933—2008 — Хабаровский краевой театр музыкальной комедии (в 1960-е подчинялся Управлению культуры Хабаровского крайисполкома)
- С 2008 — Хабаровский краевой музыкальный театр

## Репертуар
За годы своей работы театр использовал для своих постановок музыку таких композиторов, как:
- Иоганн Штраус — «Король вальсов» (1966), «Летучая мышь» (1979);
- Имре Кальман — оперетта «Принцесса цирка» (1973), оперетта «Цыган-Премьер» (1974);
- Жак Оффенбах — оперетта-буфф «Перикола» (1973);
- Франц фон Зуппе — оперетта «Донья Жуанита»;
- Геннадий Гладков — музыкальная комедия «Проснись и пой» (1974), мюзикл «Обыкновенное чудо» (2019),

### Постановки

#### 1966
- музыкальная комедия «Морской узел»;
- оперетта «Королева красоты» (музыка Анатолия Новикова);
- оперетта «Король вальса» (на музыку Иоганна Штрауса, по мотивам фильма «Большой вальс»);
- оперетта «Чёрный дракон» (на музыку Доменико Модуньо);
- спектакль «Под чёрной маской» (по мотивам одноимённого фильма и на основе романа Мора Йокали «Бедные богачи»).

#### 1970-е
- точный год неизвестен — оперетта «Голубая мазурка» (композитор Франц Легар, режиссёр Л. Е. Андреева, дирижёр И. К. Ипатов, художник Ю. К. Еремина, балетмейстер Л. Г. Лян, хормейстер Л. М. Тубкис).

##### 1973
- музыкальная комедия «Муж моей жены» (пьеса Георгия Хугаева, музыка Христофора Плиева, режиссёр Л. Андреева, дирижёр Н. Андреев, художник Ю. Еремина, балетмейстер А. Гаева);
- оперетта «Принцесса цирка» (композитор Имре Кальман, пьеса И. Зарубинка, стихи Я. Фадеевой, режиссёр В. Кожункин, дирижёр И. Ипатов, художник Ю. Еремина, балетмейстер Я. Яновский);
- оперетта-буфф «Перикола» (музыка Жака Оффенбаха, постановка народного артиста РСФСР, лауреата Государственной премии СССР Владимира Канделаки);
- музыкальная комедия «Не прячь улыбку» (пьеса В. Есьмана и К. Крикоряна, музыка Р. Гаджиева, режиссёр Вадим Григорьев, дирижёр И. Ипатов, художник Ю. Еремина, балетмейстер А. Гаева);
- музыкальная комедия «Мадмуазель Нитуш» (композитор Флоримон Эрве, режиссёр Вадим Григорьев, дирижёр И. Ипатов, художник Ю. Еремина, балетмейстер Е. Кузьмин).

##### 1974
- оперетта «Цыган-Премьер» (композитор Имре Кальман)
- музыкальная комедия «Проснись и пой» (музыка Геннадия Гладкова)
- оперетта «Это любовь» (музыка Владислава Гроховского, либретто Елены Гальпериной).

##### 1978
- музыкальная комедия «Ха-ха-ха Хоттабыч» (по мотивам известного советского фильма «Старик Хоттабыч»)

##### 1979
- оперетта «Летучая мышь» (композитор Иоганн Штраус);
- музыкальная комедия «Человек из Ламанчи» (по мотивам одноимённого бродвейского мюзикла).

#### 1981
- оперетта «Донья Жуанитта» (композитор Франц Зуппе)

#### 2020
- героико-лирическая музыкальная комедия «Небесный тихоход»
- радиоспектакль «ПланеТы» (по мотивам сказок Сергея Козлова, оригинальная инсценировка Дарьи Пантелеевой, используются кавер-версии известных рок-песен).

## Деятельность

### Фестивали и конкурсы
В театре проводятся ежегодные творческие проекты:
- Международный музыкальный Фестиваль под артистическим руководством Юрия Башмета (в апреле);
- Открытый российский фестиваль театра и кино «Амурская осень» (в сентябре).
- Совместно с Хабаровским отделением Союза театральных деятелей России проводится конкурс актёрской песни «Орфей» имени Влада Павленко (в декабре).

### Гастроли
- 1987 — турне по городам СССР (Москва, Ленинград, Рига, Нарва, Даугавпилс и Рига).
- 2020 — Грозный, III Международный фестиваль-конкурс «Орфей 2020» памяти народного артиста СССР Муслима Магомаева (сольное выступление артиста Н. Туранова)
- 2020 — Москва, Пятый фестиваль музыкальных театров «Видеть музыку» (показ пластического спектакля «В тени эйфории» и сольное выступление артиста В. Кравчука).

## Руководство
В течение многих лет художественным руководителем театра был режиссёр Ю. И. Гриншпун. В 1971—1973 годах главным режиссёром был Вадим Григорьев.
Главным дирижёром в 1941—1951 и 1962—1977 годах был Игорь Ипатов. Он осуществил постановку 150 спектаклей, написав более 50 песен и балетных номеров. Произведения Ипатова в жанре песенной оперетты издавались музыкальными издательствами Москвы и Ленинграда. Написал музыку к опереттам: «Цветет черемуха», «Мирандолина», «Девушка из Барселоны», «Марги», «А счастье рядом», «Все для тебя», «Сокровище Бразилии», «Четвертый поросенок». Автор оратории «Отечественная война» (для хора, солистов и оркестра), лирического фортепианного трио; «Тихоокеанской сюиты» (для смешанного хора); песен и музыки к пьесе Вс. Вишневского «Раскинулось море широко».
Для постановки спектаклей приглашался режиссёр Владимир Канделаки.

## Труппа
- Персоналии:Хабаровский краевой музыкальный театр

### Актёрский ансамбль
В театре работали народные и заслуженные артисты РСФСР: Н. Валин, М. Веризов, Н. Войнаровская-Симонова, И. Войнаровский, А. Горич, О. Грабовская, А. Беда, А. Грибкова, В. Гримм, З. Гримм-Кислицина, А. Ревука, Г. Доре, Г. Епифанова, И. Ипатов, Л. Ицков, Д. Митин, Н. Молчанов, С. Моргулис, Н. Нальский, В. Павленко, Д. Пекарский, Б. Растинин, Н. Рекова, В. Соловых, Н. Урванцев, Н. Энбе, Н. Ревинская; режиссёры: И. Борисов, Л. Квинихидзе.
- Народные артисты Российской Федерации: Татьяна Маслакова;
- Заслуженные артисты Российской Федерации: Людмила Блок, Станислав Боридко, Денис Желтоухов, Татьяна Захарченко, Зося Макашина, Юрий Тихонов, Анна Иванилова;
- Артисты-вокалисты: А. Иванилова, О. Исаков, Э. Грищук, В. Кравчук, В. Куртин, Ю. Лакомая, Т. Петренко-Захарченко, Э. Саниевская, Р. Сехлеян, М. Стахеева, Д. Стражников, С. Суворов, А. Толстокулаков, О. Шарапова, Н. Туранов, Н. Воробьев, О. Головина

### Оркестр
- заслуженные артисты России: А. Моор, Г. Юричин; артисты: А. Голубев, Л. Грищук, О. Зайцева, Н. Кальгов, С. Картавых, Л. Касьянова, Р. Кашин, Л. Кичатова, Н. Кондратьева, Л. Красильникова, И. Лаптев, Н. Лаптева, Л. Матлак, Е. Мысливчик, В. Николаева, Е. Одинцова, В. Петроченко, Т. Пильгуева, И. Полусмак, Г. Соловьева, В. Сорокин, Н. Царик, О. Царик, А. Шальнев, Д. Щербак.

Также к участию в концертных программах приглашаются местные музыкальные группы «Monna» и «Виноградов и оркестр».

### Хор
- Хор: Ю. Анцыгин, В. Белоножко, Ю. Васильев, Г. Гришина, Т. Губанова, А. Гущин, А. Дегтярев, И. Золотарева, А. Иванов, М. Карелин, О. Корнев, Т. Лахтина, И. Ломова, В. Муравьев, М. Рябцева, Л. Трусов.

### Балет
- А. Крылов, А. Авдалян, Н. Авдалян, Л. Бойко, Е. Воскобойникова, А. Крапивина, Е. Маркина, Л. Мурашова, О. Павленко, Л. Хмара, Д. Шмаков, Н. Калемина, С. Щербаков, Е. Янцова, А. Пойда, Д. Велишко, А. Миронов, М. Бородаенко.